# Hellevoetsluis
Hellevoetsluis é um município dos Países Baixos, situado na província da Holanda do Sul. Tem 61,20 km² de área e sua população em 2020 foi estimada em 40.198 habitantes.